# Euxestonotus oberon
Euxestonotus oberon är en stekelart som beskrevs av Peter Neerup Buhl 1998. Euxestonotus oberon ingår i släktet Euxestonotus och familjen gallmyggesteklar. Inga underarter finns listade i Catalogue of Life.